# パリのアメリカ人

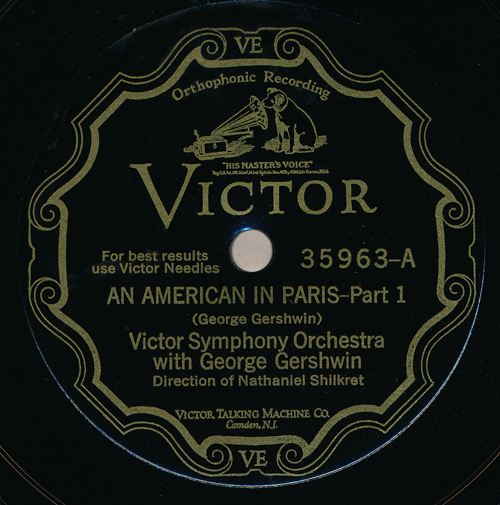
初回盤

「パリのアメリカ人」（An American in Paris）は、ジョージ・ガーシュウィンが作曲した交響詩である。「ラプソディ・イン・ブルー」に次いで、ガーシュウィンの有名な器楽曲であり、シンフォニックジャズの一例である。

## 概要
ニューヨーク・フィルの委嘱を受けて1928年に発表された。1920年代に過ごしたパリの活気に触発されて作曲された大掛かりな標題音楽であり、いわば音楽によるフランス紀行文である。特定の物語があるわけではないが、自動車のクラクションの利用に認められるように現代の都会の生活や喧騒が、ウィットを交えて楽しく描き出されている。ちなみに本作のニューヨーク初演のために、ガーシュウィンはパリのタクシー用のクラクションをアメリカ合衆国に持ち帰った。初演は1928年12月13日、カーネギーホールにおいてウォルター・ダムロッシュ指揮・ニューヨーク・フィル演奏により行われた。
初稿と改訂稿（フランク・キャンベル=ワトソンによる改訂版）があり、こんにち頻繁に演奏されるのは後者である。オーケストラの通常の楽器編成に加えて、チェレスタやサクソフォーンのような近代的な楽器も利用されている。

## 楽器編成
木管楽器
- ピッコロ（第3フルート持ち替え）
- 2フルート
- 2オーボエ
- コーラングレ
- 2クラリネット（変ロ調）
- バスクラリネット（変ロ調）
- 2ファゴット
- 3サクソフォーン（アルト、テナー、バリトン）

金管楽器
- 4ホルン（ヘ調）
- 3トランペット（変ロ調）
- 3トロンボーン
- チューバ

打楽器
- ティンパニ
- グロッケンシュピール
- シロフォン
- スネアドラム
- 2トムトム
- バスドラム
- トライアングル
- シンバル
- ウッドブロック
- タクシーのクラクション（4種類）
- チェレスタ

弦楽合奏
- 第1ヴァイオリン
- 第2ヴァイオリン
- ヴィオラ
- チェロ
- コントラバス